# Reimersia inconspicua
Reimersia inconspicua là một loài Rêu trong họ Pottiaceae. Loài này được (Griff.) P.C. Chen miêu tả khoa học đầu tiên năm 1941.